# Antoine Laurain

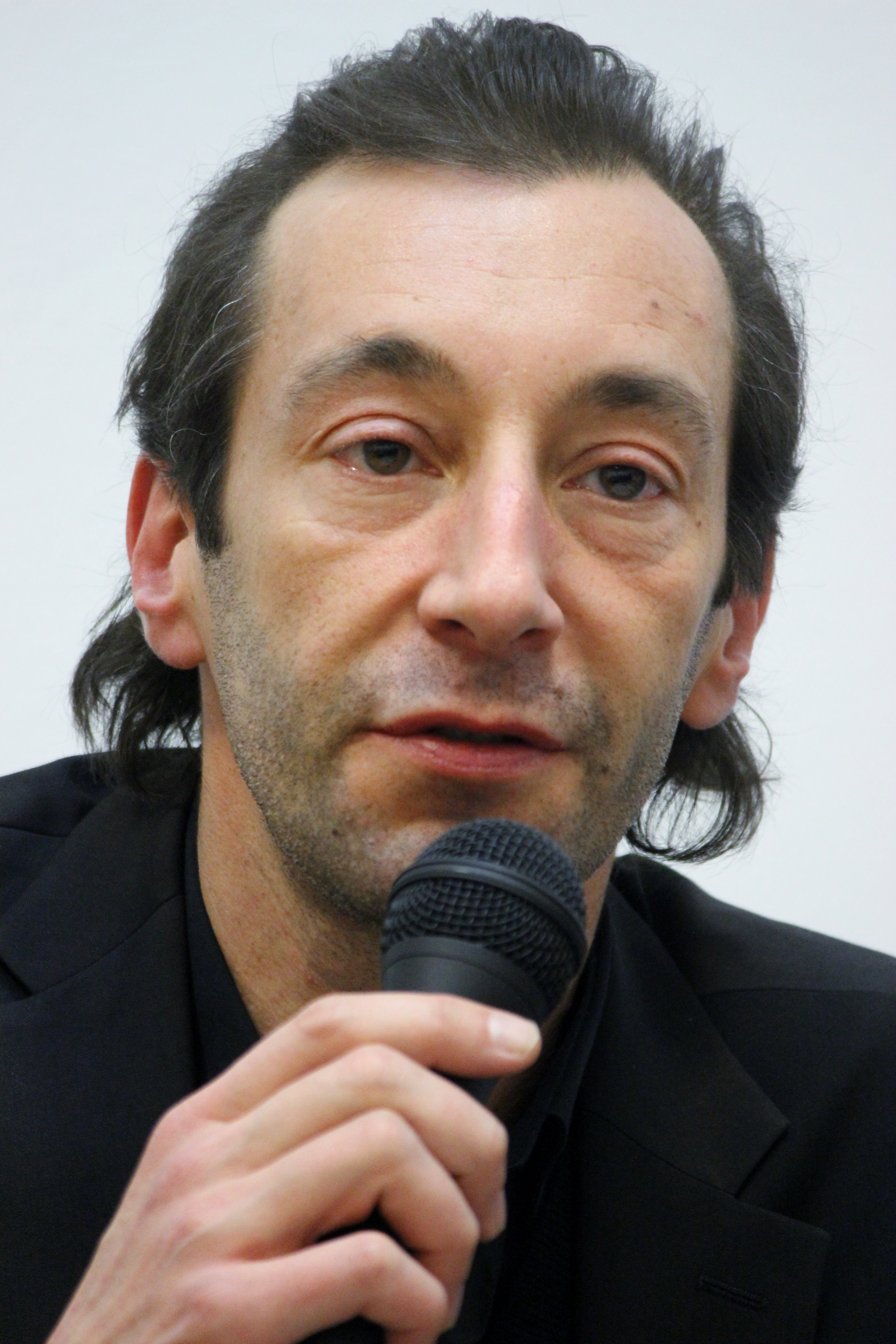
Antoine Laurain

Antoine Laurain (* 1972 in Paris) ist ein französischer Schriftsteller.

## Leben
Vor seiner Karriere als Schriftsteller arbeitete er als Drehbuchautor und Antiquitätenhändler in Paris. 2007 veröffentlichte er seinen ersten Roman Ailleurs si j'y suis (deutsch: Das Bild aus meinem Traum). Mit Liebe mit zwei Unbekannten gelang ihm der internationale Durchbruch. Laurains Romane wurden in 14 Sprachen übersetzt und teilweise verfilmt. In seinen Werken webt er fantastische Elemente ins Alltagsleben seiner Figuren, wodurch diesen typischerweise eine Veränderung ihres Lebens gelingt, so z. B. in Der Hut des Präsidenten durch das Tragen des Hutes von Präsident Mitterrand. In Ein Tropfen vom Glück werden Bewohner eines Pariser Mehrfamilienhauses durch den Genuss einer Flasche Wein aus dem Jahre 1954 ins Paris desselben Jahres zurückversetzt.

## Werke (Auswahl)
- Ailleurs si j'y suis. Le Passage, 2007. (Prix Drouot 2007) (deutsch: Das Bild aus meinem Traum. 2016, ISBN 978-3-455-65045-7)
- Fume et tue. Le Passage, 2008. (deutsch: Die Zigarette danach. ISBN 978-3-455-65046-4)
- Carrefour des nostalgies. Le Passage, 2009. (deutsch: "Glücklicher als gedacht", ISBN 978-3-455-65047-1)
- Le Chapeau de Mitterrand. Flammarion, 2012. (Prix Relais 2012, Prix Landerneau Découverte 2012) (deutsch: Der Hut des Präsidenten. ISBN 978-3-426-51746-8)
- La femme au carnet rouge. Flammarion, 2014. (deutsch: Liebe mit zwei Unbekannten. ISBN 978-3-455-60017-9)
- Rhapsodie française. Flammarion, 2016. (deutsch: Die Melodie meines Lebens. ISBN 978-3-455-60052-0)
- Millésime 54. Flammarion, 2018. (deutsch: Ein Tropfen vom Glück. ISBN 978-3-455-00540-0)
- Le Service des manuscrits. Flammarion, 2020. (deutsch: Eine verdächtig wahre Geschichte. ISBN 978-3-455-01202-6)